# Dendronephthya aurantiaca
Dendronephthya aurantiaca är en korallart som beskrevs av Thomson och Henderson 1906. Dendronephthya aurantiaca ingår i släktet Dendronephthya och familjen Nephtheidae. Inga underarter finns listade i Catalogue of Life.